# Storia degli ebrei in Finlandia
Gli ebrei in Finlandia hanno una presenza organizzata dal XIX secolo ai giorni nostri. La comunità ha conosciuto specialmente a partire dal 1918 condizioni favorevoli di integrazione, non essendo stata colpita direttamente dalle distruzioni dell'Olocausto, e vivendo all'interno di uno stato democratico che ne ha garantititi i diritti di cittadinanza. Un tempo forte di oltre 2000 unità, essa conta oggi circa 1500 persone.

## Storia
Per quanto vi siano testimonianze di alcune presenze individuali di ebrei nella regione sin dal XVIII secolo, sotto il dominio svedese il territorio della Finlandia rimase chiuso a qualsiasi insediamento ebraico. Le leggi svedesi rimasero in vigore anche quando nel 1809 la Finlandia divenne parte dell'Impero russo come un Granducato autonomo. Una presenza organizzata di comunità ebraiche in Finlandia fu possibile solo nella seconda metà dell'Ottocento allorché lo zar Alessandro II di Russia nel 1858 e nel 1869 concesse il permesso di residenza nella regione agli ebrei che avessero servito nell'esercito imperiale. Il primo decreto che regolava la presenza ebraica nel Granducato, fu emanato nel 1889, contenendo una serie di norme restrittive. La popolazione ebraica aveva già raggiunto le 1000 unità.

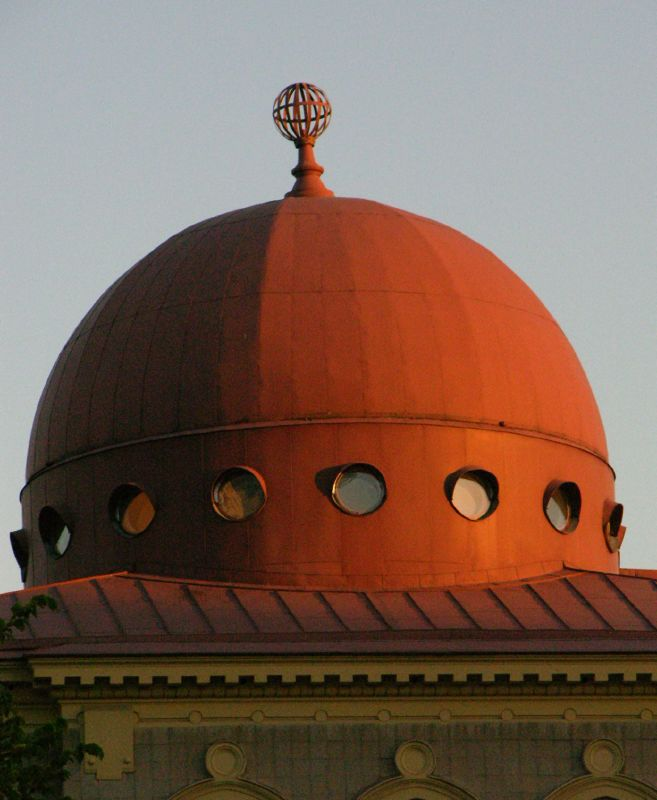
La cupola della sinagoga di Helsinki

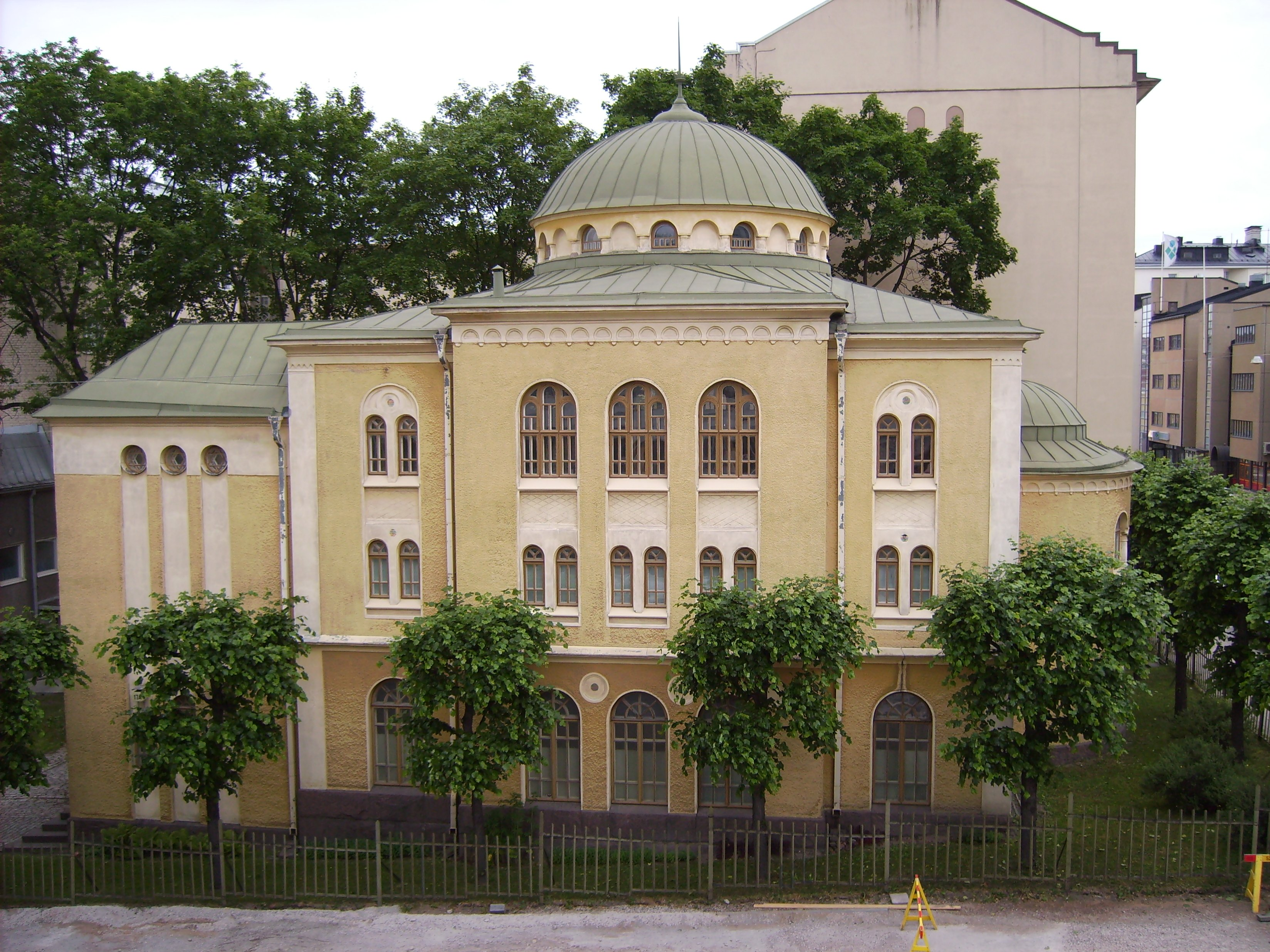
La facciata della sinagoga di Turku

Agli inizi del Novecento le comunità ebraiche di Helsinki e Turku erano già grandi abbastanza da giustificare la costruzione, rispettivamente nel 1906 e 1912, di ampi edifici sinagogali per il culto e le esigenze comunitaria. 
Nel 1906 venne fondato dalla comunità ebraica di Helsinki lo Stjärnan, stella in svedese, che nel 1932 diverrà Urheiluseura Makkabi. La società venne fondata seguendo il concetto sionista, sviluppato da Max Nordau, del Muskeljudentum, traducibile in italiano giudaismo muscolare o ebraismo muscolare, nel quale, facendo riferimento a figure storiche come Simon Bar Kokheba, gli Asmonei ed i Maccabei, si evidenziava l'esigenza di ribaltare questo pregiudizio spingendo le genti ebraiche a dedicarsi attivamente all'attività sportiva, rifacendosi in qualche modo alla locuzione latina Mens sana in corpore sano di Giovenale. È l'unica società ebraica esistente ad aver operato continuamente dalla fondazione.
Fu comunque soltanto dopo che la Finlandia dichiarò la propria indipendenza nel 1917, all'indomani della Rivoluzione d'ottobre, che agli ebrei furono concessi pieni diritti di cittadinanza, sancita con decreto di legge approvato il 12 gennaio 1918. Il numero degli ebrei in breve raddoppiò superando le 2000 unità. Da allora la sorte degli ebrei finlandesi ha seguito da vicino quella dei loro connazionali in tutte le vicende del paese.
Gli ebrei combatterono nell'esercito finlandese quando nel 1939–1940 la Finlandia offrì una strenua resistenza all'attacco sovietico durante la cosiddetta guerra d'inverno. Lo stesso accade anche quando le ostilità ripresero nel 1941–1944 (nella cosiddetta guerra di continuazione) per riconquistare i territori perduti della Carelia meridionale e la città di Viipuri (Vyborg in russo), in una strana guerra in cui la Finlandia democratica (con soldati ebrei nel proprio esercito) si trovò a combattere al fianco dell'esercito tedesco. Dei circa 500 ebrei "stranieri" che si rifugiarono in Finlandia, la maggior parte raggiunsero la neutrale Svezia, altri furono internati nel nord del Paese. Quando otto di loro, provenienti dall'Austria, furono consegnati ai tedeschi nel novembre 1942, la ferma protesta del clero luterano, dell'arcivescovo cattolico e dei leader del Partito Socialdemocratico mise fine almeno ufficialmente ad ogni ulteriore deportazione. Dei 2600 prigionieri di guerra sovietici consegnati sempre nel 1942 dalla Finlandia alla Germania in cambio di prigionieri di origine finlandesi risulta comunque che 47 erano ebrei. Resta il fatto che nonostante ogni pressione la Finlandia non consegnò alla Germania, con la quale pure fu di fatto alleata per buona parte della guerra, neppure uno dei propri cittadini ebrei. I 23 ebrei finlandesi che morirono nella seconda guerra mondiale, furono tutti soldati caduti in combattimento con l'esercito finlandese.
Dopo la guerra, 29 volontari finlandesi combatterono nella guerra di indipendenza israeliana del 1948 e molti di più furono coloro che decisero di emigrare permanentemente in Israele. Per quelli rimasti in patria la vita è proseguita in una situazione di ottima integrazione con la società finlandese. Nel 1979, Ben Zyskowicz è diventato il primo ebreo finlandese ad essere eletto membro del Parlamento.
Il crollo demografico della comunità ebraica finlandese si è interrotto in anni recenti solo con l'arrivo di ebrei dai territori della ex-Unione Sovietica successivamente alla caduta dei regime comunisti. Il numero degli ebrei in Finlandia è oggi di circa 1.500, di cui 1.200 vivono a Helsinki, circa 200 a Turku, e solo 50 a Tampere (dove la comunità è stata dismessa nel 1981). Le due sinagoghe storiche di Helsinki e Turku (entrambe di rito ortodosso askenazita) sono tuttora attive.

## Ebrei finlandesi
- Max Jakobson, ex ambasciatore della Finlandia alle Nazioni Unite
- Simon Parmet, compositore
- Sam Vanni e Rafael Wardi, artisti
- Elias Katz, atleta